# Aleksander Balos
Aleksander Balos, né à Gliwice en Pologne en 1970, est un artiste d'origine polonaise, installé aux États-Unis depuis 1989.

## Biographie

### Formation
- 1998 - The School of Representational Art, Chicago, IL
- 1995 - B.F.A. Cardinal Stritch University, Milwaukee, WI

## Expositions

### Individuelles
- 2012 -  Paintings, Stock in Art Gallery, Californie[1]
- 2011 - New Paintings, Red Door Gallery, Californie
- 2011 - Paintings, Ann Nathan Gallery, Chicago, IL
- 2006 - Figurative Realism, Utrecht Gallery, Utrecht, Pays-Bas
- 2005 - Travaux Récents, Arts nord sud au Crédit Municipal de Paris, Espace Griffon, Paris (France)
- 2005 - New York, Ann Nathan Gallery, Chicago, IL
- 2003/04 - New Paintings, Ann Nathan Gallery, Chicago, IL
- 2001 - Parables, Ann Nathan Gallery, Chicago, IL
- 1999 - Martyrs & Sinners, Ann Nathan Gallery, Chicago, IL
- 1996 - Clara Voce Cogito, Chastain Zollinger Gallery, Chicago, IL

### Collectives
- 2019 - Fake It, Blue Line Arts, Roseville, Californie
- 2017 – Sweet n Low, Bedford Gallery, Walnut Creek, Californie[2]
- 2007 - All Media, Gallery 180 of The Illinois Institute of Art-Chicago
- 2007 - Palm Beach 3, Palm Beach, California Palm Beach, CA
- 2006 - Realism, Utrecht Gallery, Utrecht, Pays-Bas
- 2006 - Acquisition Exhibition, Gallery 180 of The Illinois Institute of Art-Chicago
- 2006 - Figure, Figure, Utrecht Gallery, Utrecht, Pays-Bas
- 2006 - Palm Beach 3, Palm Beach, California Palm Beach, CA
- 2005 - The Summer Show, Royal Academy of Arts, Londres (Angleterre)
- 2005 - Crucifixion, Mito Gallery, Barcelone (Espagne)
- 2005 - Palm Beach 3, Palm Beach, California Palm Beach, CA
- 2005 - Form and Substance, Agora Gallery, New York, N.Y
- 2005 - Paintings, Ivy Gallery, Paris (France)
- 2004 - Art Chicago, Navy Pier, Chicago, IL
- 2003 - Art Chicago, Navy Pier, Chicago, IL
- 2003 - Armory 5th Avenue, New York, N.Y
- 2002 - Art Chicago, Navy Pier, Chicago, IL
- 2002 - Young Painters, The Miami University, Oxford, OH
- 1999 - The Figure Studied : An Examination of the Historical and Contemporary Perspective on the Human Form, Crossman Gallery, University of Wisconsin, WI
- 1999 - The Chicago Art Scene, Belloc Lowndes Gallery, Chicago, IL
- 1998 - Paintings, Ann Nathan Gallery, Chicago, IL
- 1995 - Paintings of Figures, August House Studio, Chicago, IL
- 1995 - Elevations, Layton Gallery, Milwaukee, WI
- 1995 - Paintings, David Barnett Gallery/Rice Building, Milwaukee, WI
- 1995 - Annual Spring Show, League of Milwaukee Artists, The Charles Allis Art Museum, Milwaukee, WI
- 1991 - Annual Juried Show, 234 Gallery, Kenosha, WI